# Надграфік
Надгра́фік або суперграф — множина точок, що лежить над графіком цієї функції.
Вивчання неперервних дійснозначних функцій у аналізі функцій дійсної змінної традиційно було тісно пов'язане з вивчанням їхніх графіків — множин, що надають геометричну інформацію (і чуйку) про ці функції. Надграфіки слугують тій самій меті в галузі опуклого і варіаційного аналізів, які зосереджені на опуклих функціях на проміжку {\displaystyle [-\infty ,\infty ]} замість неперервних функцій у векторному просторі (як-от {\displaystyle \mathbb {R} } або {\displaystyle \mathbb {R} ^{2}}). Це відбувається завдяки тому, що для таких функцій, геометричне чуття легше отримати з надграфіка функції ніж з її графіка. Подібно до того, як графіки використовують у аналізі функцій дійсної змінної, надграфік часто можна використати, щоб дати геометричне тлумачення властивостям опуклої функції, щоб сформулювати і довести гіпотези або, щоб допомогти спорудити контрприклади. 

## Означення

Функція (її графік позначений синім) і її надграфік (позначений зеленим)

Нехай дана функція {\displaystyle f:M\to \mathbb {R} .} Її надграфіком називається множина
{\displaystyle \operatorname {epi} f\equiv {\bigl \{}(x,y)\in M\times \mathbb {R} \mid y\geq f(x){\bigr \}}.}

## Зауваження
Надграфік, очевидно, містить в собі графік функції {\displaystyle f}, тобто {\displaystyle \operatorname {epi} f\supset \Gamma ,} де
{\displaystyle \Gamma \equiv \left\{{\bigl (}x,f(x){\bigr )}\in M\times \mathbb {R} \mid x\in M\right\}.}

## Властивості
- Надграфік функції це опукла множина тоді і тільки тоді, коли функція опукла.
- Надграфік функції це замкнена множина тоді і тільки тоді, коли функція напівнеперервна знизу.